# Castel Bolognese
Castel Bolognese – miejscowość i gmina we Włoszech, w regionie Emilia-Romania, w prowincji Rawenna.
Według danych na rok 2004 gminę zamieszkiwało 8212 osób, 256,6 os./km².